# Uta Erickson
Uta Erickson (ou Artemidia Grillet ou Carla Erikson) était une actrice norvégienne qui a été dans de nombreux films de sexploitation fin des années 1960. Elle a joué dans plusieurs films lesbiens aux titres provocateurs réalisés par Michael et Roberta Findlay ou Joseph Sarno.

## Filmographie
- Dynamite (1972)
- Bacchanale (1970)
- The Amazing Transplant (1970)
- Women Women Women Moira (1970)
- Passion in Hot Hollows (1969)
- She Came By Bus aka The Sick Ones (1969)
- Sex Circus (1969)
- Mnasidika (1969)
- She's Doing It Again (1969)
- The Ultimate Degenerate (1969)
- Love Toy (1968)
- Daughters of Lesbos (1968)
- Seeds of Sin (1968)
- The Curse of Her Flesh (1968)
- See How They Come (1968)
- The Sex Killer (1967)
- Unholy Matrimony (1966)
- Electronic Lover (1966)
- Olga's Dance Hall Girls (1966)